# Stanisław Patek
Stanisław Jan Patek (ur. 1 maja 1866 w Rusinowie, zm. 25 sierpnia 1944 w Warszawie) – polski prawnik, adwokat, dyplomata, minister spraw zagranicznych, senator IV i V kadencji w II RP, wolnomularz, założyciel Ligi Obrony Praw Człowieka i Obywatela.

## Życiorys

### Do 1918
W 1885 ukończył gimnazjum w Radomiu, a w 1889 Wydział Prawa Uniwersytetu Warszawskiego. Do wybuchu I wojny światowej związany z Polską Partią Socjalistyczną. Od rewolucji 1905 roku występował jako obrońca w procesach politycznych przed sądami rosyjskimi. Inicjator utworzenia w 1905 Koła Obrońców Politycznych i jego aktywny uczestnik. Był także członkiem Zarządu Głównego Towarzystwa Kultury Polskiej (1906–1908).
Patronował i przewodził działaniom zespołu młodych adwokatów występujących bezinteresownie w procesach politycznych. Skupiło się wokół niego grono przyszłych luminarzy polskiej palestry w okresie międzywojennym, takich jak: Leon Berenson, Eugeniusz Śmiarowski, Kazimierz Sterling, Wacław Szumański, Henryk Landy, Stanisław Rundo, Emil Stanisław Rappaport, Wacław Barcikowski oraz związani luźniej Wacław Makowski, Bronisław Sobolewski i Jerzy Skokowski. Rosyjski Sąd Wojskowy w Cytadeli Warszawskiej uznał początkowo nawet Koło Obrońców Politycznych za środek ułatwiający mu wyznaczanie obrońców na rozprawy sądowe. W sali balowej klubu oficerskiego w Cytadeli, w której nocą nierzadko do rana odbywały się bankiety, od godziny dziewiątej rano nieraz do późnych godzin nocnych zasiadał Wojskowy Sąd Wojenny (z generałem jako przewodniczącym i oficerami do stopnia porucznika), decydujący o życiu i śmierci podsądnych – rewolucjonistów-bojowców z PPS.
Pracami adwokatów z Koła Obrońców Politycznych kierował Patek. Kierowniczką kancelarii Koła była Stefania Sempołowska. Siedzibą adwokatów warszawskich z Koła Obrońców Politycznych były kancelaria i prywatne mieszkanie Patka, mieszczące się w pałacyku przy ul. Królewskiej 25. W mieszkaniu Stanisława Patka przez pewien czas ukrywał się Józef Piłsudski. Adwokaci Koła bronili w ponad 260 sprawach politycznych okresu 1905–1907.

#### Obrona Stefana Okrzei
Stanisław Patek był m.in. obrońcą dziewiętnastoletniego Stefana Okrzei, bojowca PPS, który w marcu 1905 rzucił bombę na komisariat policji na Pradze. Wybuch zranił ciężko 3 policjantów, jednego zaś Okrzeja zastrzelił podczas ucieczki z miejsca akcji. W przemówieniu obrończym Patek bez ogródek mówił o panującej w Kongresówce polityce represji i brutalności carskiej policji. Po analizie prawnej stanu faktycznego zwrócił się do sędziów z dramatycznym apelem: „Ja was, panowie, o uznanie okoliczności łagodzących nie proszę, ale uznania ich w imieniu prawa żądam! Mam prawo twierdzić, że sprawiedliwość – to jeszcze nie okrucieństwo, mam prawo myśleć, że sędziowie nawet w wojennym sądzie polowym – są ludźmi, którzy mają surowy kodeks w ręku, ale mają i serce w piersi, mam prawo żądać, by sprawa była przez nich wystudiowana, wyczerpana i osądzona w najdrobniejszych szczegółach, mówiących nie tylko na niekorzyść oskarżonego. A więc – żądam! Żądam w imieniu prawdy…

#### Inne procesy

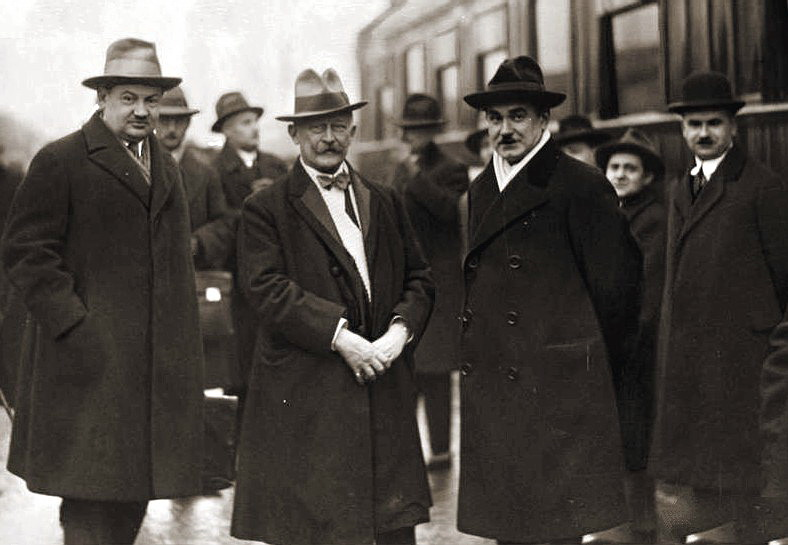
Tadeusz Hołówko jako naczelnik Wydziału Wschodniego MSZ, Stanisław Patek i Dmitrij Bogomołow, Warszawa 1929

Stanisław Patek bronił także w innych głośnych sprawach, m.in. Józefa Montwiłł-Mireckiego (o którym Piłsudski powiedział później – „był jednym z pierwszych najlepszych moich żołnierzy”), członka PPS i bojowca, kierującego wieloma zamachami, m.in. na pociągi pocztowe i wojskowe pod Pruszkowem (1905), Rogowem (1906) i Łapami (1907). Mimo błyskotliwej obrony Stanisława Patka, Montwiłł skazany został na karę śmierci i stracony na stokach Cytadeli warszawskiej.
W 1907 sąd nad 67 członkami Organizacji Bojowej PPS zebrał zespół obrończy dwunastu adwokatów: Bershona, Wacława Brokmana, Wiktora Krypskiego, Bronisława Kułakowskiego, Czesława Mejry, Leona Papieskiego, Stanisława Patka, Emila Rappaporta, Jerzego Skokowskiego, Kazimierza Sterlinga, Trejdosiewicza i Zlasnowskiego. Adwokaci przysięgli występujący w procesach politycznych byli obiektem szykan władz carskich. Rewizje i aresztowania objęły: Skokowskiego, Śmiarowskiego, Szyszkowskiego, Szterlinga, Świeszewskiego i innych. Stefan Frankenstein-Sieczkowski został skreślony z liczby adwokatów przysięgłych w 1910 za to, że będąc powołany na świadka, wyraził chęć złożenia w sądzie przysięgi w języku polskim.

#### Aresztowanie
W konsekwencji również Patek był systematycznie szykanowany przez władze carskie. Wytaczano mu wielokrotnie postępowania dyscyplinarne, a w lutym 1908 aresztowano i osadzono w X Pawilonie Cytadeli, znanym mu doskonale z wcześniejszych odwiedzin podsądnych i skazanych. Postawiono mu zarzut powiązań przestępczych z bojowcami. Fakt aresztowania Patka stał się głośny nie tylko w Warszawie, lecz także w Petersburgu i Moskwie. Interweniowali znani adwokaci: Franciszek Nowodworski, Aleksander Lednicki i Konstanty Niedźwiecki. Po miesiącu aresztu Stanisława Patka zwolniono. W grudniu 1910 Sąd Okręgowy Warszawski znowu rozpatrywał sprawę Patka, tym razem oskarżonego o namawianie do cofania zeznań i o przynależność do tajnej organizacji Czerwony Krzyż. Po kolejnych postępowaniach dyscyplinarnych za używanie „niewłaściwych zwrotów” na rozprawach, został zawieszony, a następnie w 1911, mimo protestów adwokatów w Królestwie i Rosji, wykreślono Patka na zawsze z listy adwokatów. Już nigdy w szeregi palestry nie powrócił.
Działacz Zjednoczenia Organizacji Niepodległościowych ze Stronnictwa Narodowo-Radykalnego. Był pracownikiem Komisji do spraw Więziennych Tymczasowej Rady Stanu.

### Po odzyskaniu niepodległości
Po odzyskaniu niepodległości (1918), w latach 1919–1920 organizator polskiego sądownictwa. Został mianowany sędzią Sądu Najwyższego, lecz obowiązków nie podjął. W 1919 jako przedstawiciel Naczelnika Państwa, Józefa Piłsudskiego, dokooptowany do Komitetu Narodowego Polskiego w Paryżu został uczestnikiem delegacji polskiej na paryską konferencję pokojową. 10 stycznia 1920 podpisał w imieniu Polski ratyfikację traktatu wersalskiego.
W latach 1919–1920 minister spraw zagranicznych RP, w latach 1921–1926 poseł w Tokio, w latach 1926–1932 w Moskwie, gdzie negocjował Protokół Litwinowa i pakt o nieagresji. W latach 1933–1935 ambasador w Waszyngtonie z jednoczesną akredytacją na Kubie. Powrócił do kraju z powodu nasilającej się choroby (niedowład nóg). Jako ambasador przeniesiony w stan spoczynku został mianowany w maju 1936 przez prezydenta RP senatorem RP i pełnił mandat do 1939.

#### Śmierć
Po powrocie z USA zamieszkał przy warszawskiej Kanonii. Przez całe życie partner Stefanii Sempołowskiej. Nie pozostawili po sobie dzieci. Zmarł 25 sierpnia 1944 w szpitalu w wyniku ran odniesionych 22 sierpnia od wybuchu bomby podczas bombardowania miasta przez Luftwaffe w trakcie powstania warszawskiego. Pochowany na cmentarzu Powązkowskim (kwatera A-1-1).
W 2022 z inicjatywy premiera Mateusza Morawieckiego grób Stanisława Patka został odrestaurowany. Cały projekt był realizowany przez Fundację Stare Powązki we współpracy z Kancelarią Prezesa Rady Ministrów.

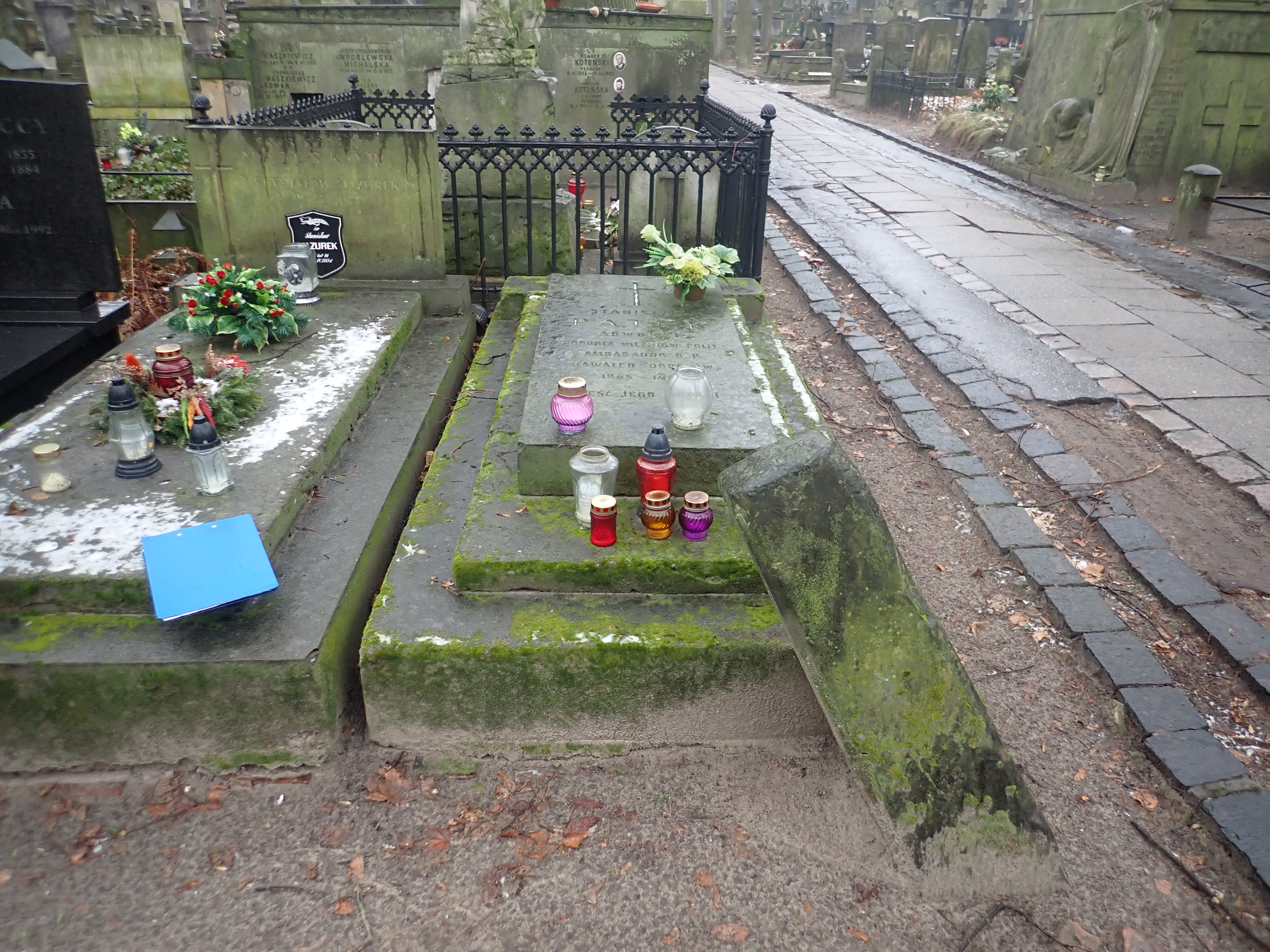
Grób Stanisława Patka na Starych Powązkach w Warszawie przed renowacją

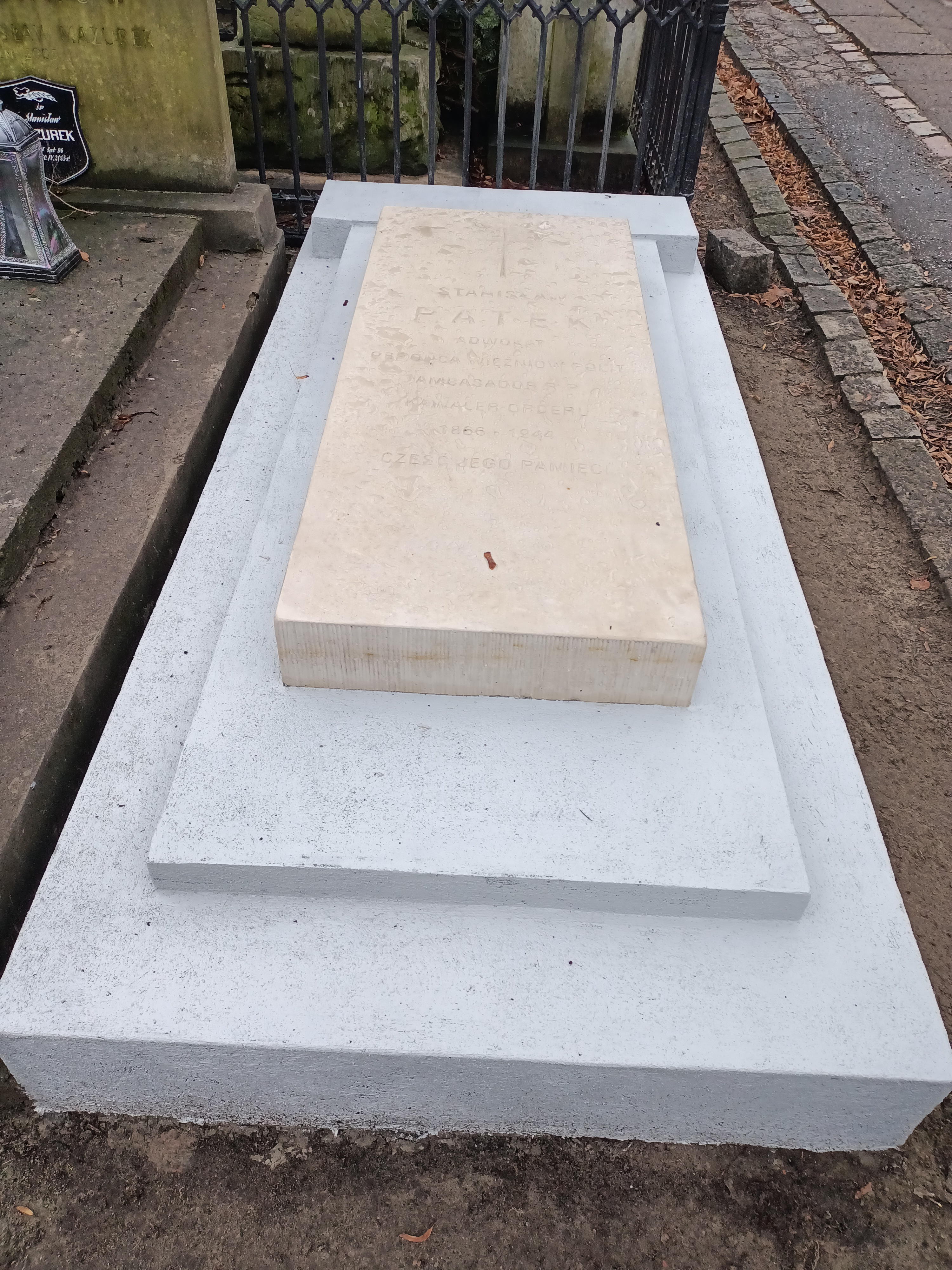
Grób Stanisława Patka na Starych Powązkach w Warszawie po renowacji

## Ordery i odznaczenia
- Wielka Wstęga Orderu Odrodzenia Polski (9 listopada 1926)[12][13][1]
- Krzyż Niepodległości (19 grudnia 1930)[14]
- Medal Pamiątkowy za Wojnę 1918–1921[15]
- Złoty Wawrzyn Akademicki (5 listopada 1935)[16]
- Medal Dziesięciolecia Odzyskanej Niepodległości[15]
- Odznaka Honorowa Polskiego Czerwonego Krzyża I stopnia (1935)[17]
- Wielka Wstęga Orderu Korony Włoch (Włochy, 1920)[18]
- Wielka Wstęga Orderu Świętego Grzegorza Wielkiego (Watykan,1920)[19][18]
- Wielka Wstęga Orderu Wschodzącego Słońca (Japonia)[19]
- Wielka Wstęga Orderu Świętego Skarbu (Japonia)[20]
- Wielka Wstęga Orderu Gwiazdy Rumunii (Rumunia)[19]
- Wielka Wstęga Orderu Smoka Annamu (Francja)[19]
- Wielki Oficer Orderu Legii Honorowej (Francja)[19]
- Wielka Wstęga Orderu Kłosa Złotego (Chiny)[19]
- Order Wielkiego Słońca (Chiny, 1928)[21]

## Upamiętnienie
Poczta Polska wyemitowała 20 lutego 2020 roku znaczek pocztowy o nominale 3,30 złotych upamiętniający setną rocznicę odnowienia relacji dyplomatycznych Polski i Azerbejdżanu. Autor projektu znaczka Maciej Jędrysik przedstawił na znaczku portrety narysowane na podstawie fotografii ówczesnych ministrów spraw zagranicznych: Stanisława Patka oraz Fataliego Khan Khojskiego. Druk wykonano techniką offsetową na papierze fluorescencyjnym, w nakładzie 180 tys. sztuk.